# Божана Златанова
Божана Златанова Аладжова е българска тъкачка, герой на социалистическия труд.

## Биография
Роден е на 15 март 1931 г. в пловдивското село Салалии. През 1947 г. започва работа в пловдивската фабрика „Марица“. Постепенно увеличава становете на които работи като тръгва от 2 механични стана и се стигне до 1950 г., когато работи на 12 механични стана. През 1951 г. става член на БКП. С указ № 600 от 15 декември 1951 г. е удостоена със званието Герой на социалистическия труд. От 19 ноември 1966 до 25 април 1971 г. е кандидат-член на ЦК на БКП. През 1950 г. получава значката „Отличник“ на Министерството на леката промишленост. Награждавана е още с орден „Червено знаме на труда“, значката „Отличник“ на СК „Памукотекс“ и други.